# 小行星4185
小行星4185（英語：4185 Phystech）是一颗围绕太阳公转的小行星。1975年3月4日，塔瑪拉·米哈伊洛夫那·斯米爾諾娃在克里米亚发现了此天体。
这颗小行星的绝对星等为320.65803等。